# Claude Méloni
 (août 2022).
- Si vous ne connaissez pas le sujet, laissez ce bandeau (vous pouvez alors contacter les auteurs).
- Si vous supprimez le contenu mis en cause (vous pouvez préalablement contacter les auteurs),

argumentez précisément cette suppression dans la page de discussion
(un manque de référence n'est pas un argument ; une recherche réelle de référence doit avoir été effectuée, être formellement documentée).
Vous pouvez aider à l'améliorer ou bien discuter des problèmes sur sa page de discussion.
- Il ne cite pas suffisamment ses sources. Vous pouvez indiquer les passages à sourcer avec {{référence nécessaire}} ou {{Référence souhaitée}}, et inclure les références utiles en les liant aux notes de bas de page. (Marqué depuis mars 2024)
- Certaines informations devraient être mieux reliées aux sources mentionnées dans la bibliographie ou les liens externes. Améliorez sa vérifiabilité en les associant par des références. (Marqué depuis mars 2024)

- Archive Wikiwix
- Bing
- Cairn
- DuckDuckGo
- E. Universalis
- Gallica
- Google
- G. Books
- G. News
- G. Scholar
- Persée
- Qwant
- (zh) Baidu
- (ru) Yandex
- (wd) trouver des œuvres sur Wikidata

Pour les articles homonymes, voir Meloni.
Claude Meloni, né le 6 août 1940 à Marseille et mort le 14 novembre 2020 à Marseille, est un baryton français de l'Opéra de Paris.

## Biographie
Claude Méloni commence très tôt, au conservatoire de sa ville natale, des études musicales : piano, solfège, histoire de la musique et harmonie. Plus tard, des études de chant et d'art lyrique.
Après l'obtention de récompenses et après avoir accompli ses obligations militaires, Claude Méloni, sur les conseils de Pierre Barbizet, présente en 1964 le concours d'entrée au conservatoire national supérieur de Paris et y est admis dans la classe de chant de Janine Micheau. Il obtient en 1965 un premier prix de chant à l'unanimité et l'année suivante, un premier prix d'art lyrique, opéra, opéra-comique. À la suite de ses résultats, Claude Méloni est engagé à l'opéra de Lyon dans la troupe sédentaire et pendant trois saisons il va interpréter les rôles de son répertoire : Marcello (La bohème), Figaro (Le barbier de Séville), Ourias (Mireille), Le Vicaire (Albert Herring), Albert (Werther), Valentin (Faust), Brissac (Les Mousquetaires au couvent), Silvio (Paillasse), Scharpless (Mme Butterfly), Niklausse (Les contes d'Hoffmann), etc.
En octobre 1962, il participe à la création mondiale de l'Opéra d'Aran (Drame lyrique) de Jacques Emmanuel, Pierre Delanoë et Louis Amade, sur une musique de Gilbert Bécaud. (Théâtre des Champs-Élysées) (Paris).
En 1969, sur la proposition de Jean Giraudeau, alors directeur de la réunion des théâtres lyriques nationaux et après deux auditions à l'opéra et à l'opéra comique, Claude Méloni est engagé à la réunion des théâtres lyriques nationaux dans la troupe sédentaire. Il débute à l'opéra comique, dans La Chauve-souris de Johann Strauss et à l'opéra dans Gianni Schicci de Giacomo Puccini.
À l'opéra-comique, Claude Méloni participe aux productions des pièces Les Contes d'Hoffmann, Mireille, Paillasse, La Bohème, Madame Butterfly, Lakmé, Les Noces de Figaro, Platée, etc.
À l'opéra, il participera aux productions des Troyens, Benvenuto Cellini, Carmen, Dialogues des Carmélites.
En 1970, la troupe de la RTLN est dissoute. À l'avènement de Rolf Liebermann à la tête de l'opéra de Paris, Claude Méloni est engagé dans la mini troupe de 12 chanteurs solistes constituée par l'administrateur. Là, il a l'occasion de travailler avec des chefs d'orchestre tels qu'entre autres G. Solti, C. Platane, N. Santi, S. Baudo, G. Markerras, G. Pretre, P. Boulez, A. Lombard, M. Plasson, J.C. Casadessus, P. Derveaux, R. Benzi et des metteurs en scène tels que G. Strehler, P. Chereau, G. Lavelli, J.L. Thamin, R. Gerome, P.E. Deiber et J.C. Menotti.
À partir de 1969, Claude Méloni participe régulièrement aux activités de Radio France : musiques sacrées, oratorio, saisons lyriques, musiques contemporaines. Il a participé à : Iphigénie en Tauride, La forza del Destino, Die Soldaten, L'Eau, Eyssad, Maria Pineda, Le Cœur révélateur, Les Mamelles de Tiresias, La Vestale, l'Office des Oracles, l'Orestie, Mme Bovary.
Claude Méloni est invité par les principales scènes lyriques françaises : opéra de Lyon, Bordeaux, Nice, Strasbourg, Mulhouse, Marseille (où il participe à la création française scénique de Christophe Colomb), opéra de Nantes, Capitole de Toulouse, Avignon, Montpellier, Metz, Nancy, festival d'Albi, Vaison-la-Romaine.
Il s'est également produit à l'étranger. À Londres pour la BBC, en Belgique à Bruxelles, au théâtre de la Monnaie et à l'opéra de Wallonie, en Suisse à Lausanne, en Italie, à la Scala de Milan pour la production de Lulu d'Alban Berg et à Palerme, aux Pays-Bas à la Radio Hilversum pour Padmavati d'Albert Roussel, en Espagne au Licco de Barcelone, en Allemagne à Karlsrhue (Roméo et Juliette de Charles Gounod), au Portugal à Lisbonne pour Iphigénie en Tauride de Gluck, et a fait une tournée avec l'opéra de Paris aux États-Unis, à New York et Washington, pour Faust et Les Contes d'Hoffmann.
Son activité lyrique s'est portée aussi sur les compositeurs contemporains en créant des opéras.
En 1978, Claude Méloni est reçu au concours national du certificat d'aptitude au poste de professeur de chant. À la suite de quoi Bernard Lefort, alors directeur de l'école de chant de l'opéra de Paris, l'engage. Pendant quatre ans il assurera des cours de technique vocale dans cette école. En 1980, Pierre Barbizet propose à Claude Méloni la classe de chant et d'art lyrique du conservatoire national de région de Marseille, qu'il assura jusqu'en juin 2009.

## Discographie
- Carmen. G. Bizet. (Opéra-version intégrale). Direction: Raphaël Frühbeck de Borgos. Chœur et orchestre du théâtre national de Paris. Solistes, rôles principaux: Grace Bumbry (Carmen), Mirella Freni, (Micaëla), Kostas Paskalis (Escamillo), Jon Vickers (Don José), Viorica Cortez (Mercédès), Claude Méloni (Morales). EMI Classics (1970).

- Sigurd. E. Reyer. (Opéra-version intégrale). Direction: Manuel Rosenthal. Orchestre et chœur de l'O.R.T.F. Rôles principaux: Guy Chauvet, Robert Massard, Jules Bastin, Andréa Guiot, Andrée Esposito, Claude Méloni, Jean Dupouy. Unique opéra corporation-VORC219. (1973).

- La Grande-duchesse de Gérolstein. J. Offenbach. (Opérette-version intégrale). Direction: Michel Plasson. Chœur et orchestre national du capitole de Toulouse. Rôles principaux: Régine Crespin, Mady Mesplé, Alain Vanzo, Robert Massard, Claude Méloni, Charles Burles, Tibèrre Raffalli. Columbia. M2 34561. (1976).

- La Vestale. G. Spontini. (Opéra-version intégrale). Direction: Roger Norrington. Orchestre Radio-lyrique et chœur de la RTF (live). Rôles principaux: Maria Casula, Nadine Denize, Claude Méloni, Jacques Mars, Michelle le Bris. Ponto. (1976).

- Mignon. A.Thomas. (Opéra-version intégrale). Direction: Antonio de Almeida. Chœur et orchestre Ambrosian. Rôle principaux: Marilyn Horne, Alain Vanzo, Ruth Welting, Frederica Von Stade, Claude Méloni, Nicola Zaccaria, André Battedou. CBS (1977).

- Cendrillon. J. Massenet. (Opéra-version intégrale). Direction: Julius Rudel. Chœur et orchestre: London Philharmonic orchestra. Rôles principaux: Nicolaï Gedda, Jane Berbié, Jules Bastin, Claude Méloni, Christian Plessis. CBS-79323-Sony-3lP-2CD (1978).

- Lulu. A. Berg. (Opéra-version intégrale). Direction: Pierre Boulez. Ensemble et orchestre de l'opéra de Paris. Rôles principaux: Teresa Stradas, Jules Bastin, Yvonne Minton, Hanna Schwartz, Robert Tear, Franz Mazura, Claude Méloni. Deutsche Grammophon (1979). Réf: 463 617-2DG-originals series-3CD.

- Inédits. H. Sauguet. (Musique de chambre) (première mondiale) aspect sentimental à la radio (1957). Extrait n° 7 : Claude Méloni (baryton) - Jean Sulem (alto). Enregistrer le 16 décembre 1986 par France musique. Label INA Mémoire vive). Réf: IMV043.